# Aingeru Epaltza
Aingeru Epaltza Ruiz de Alda (Pamplona, Navarra, 8 de febrero de 1960) es un escritor y traductor español cuyos trabajos son principalmente en euskera.

## Biografía
Se licenció en periodismo. Tras haber trabajado en varios medios de comunicación (Deia, Euskal Telebista, Navarra Hoy), empezó a trabajar como traductor de euskera para el Gobierno de Navarra. También ha colaborado con otras publicaciones como Diario de Noticias, Argia y Nabarra.
Sus primeros trabajos como escritor fueron publicados en el fanzine Korrok entre 1984 y 1989. En 1990 es elegido presidente de la Federación de Ikastolas de Navarra. Ese mismo año recibe el premio periodístico Rikardo Arregui. Aunque inicialmente publicó una obra de teatro (Mugetan Irri, en euskera: «Reír en las Fronteras», 1984) y un poemario (Ahur taupada geldoak, euskera: «Palpitaciones lentas» 1985), luego comenzó a publicar narrativa: Sasiak ere begiak baditik (eus: Los arbustos también tienen ojos. 1986), Garretatik erauzitakoak (eus: Extraído de las llamas 1989), Ur uherrak (eus: Inundaciones. 1993), Lur zabaletan (eus: En anchas tierras. 1994) y Tigre ehizan (eus: Caza del tigre, publicado en español como Cazadores de tigres. 1996). Con esta novela corta ganó el premio Euskadi de Literatura en 1997. Fue representante del Consejo del Euskera de Navarra, pero en 1999 dejó el cargo por discrepancias con la política sobre el euskera del Gobierno de Navarra.
En 1999 ganó la beca Joseba Jaka, gracias a la cual publicó en el año 2000 Rock'n'roll. Entre 2006 y 2013 publicó la trilogía «El Reino y la Fe» (en euskera: Erresuma eta fedea) ambientada en los siglos XVI y XVII: Mailuaren odola (2006), publicada en español como Casa de Bastardos; Izan bainintzen Nafarroako errege (2009), publicada en español como Yo, que fui rey de Navarra; y Gure Jerusalem galdua (2013), publicada en español como Nuestra Jerusalén perdida. En 2007 también publicó Bezperaren bezpera, un ensayo sobre las relaciones vasconavarras.

## Obras

### Ensayo
- La víspera de la víspera (2007, Pamiela)

### Narrativa
- Garretatik erauzitakoak (1989, Elkar)
- Lasto sua (2005, Alberdania), publicada como Fuego de paja en español.
- Mendi-joak (2017, Elkar)[4]

### Novela
- Sasiak ere begiak baditik (1986, Elkar)
- Ur uherrak (1991, Pamiela)
- Tigre ehizan (1996, Elkar), publicada como Cazadores de tigres en español.
- Rock'n'roll (2000, EEF - Elkar)
- Trilogía El Reino y la Fe (Erreuma eta Fedea):
  - Mailuaren odola (2006, Elkar) (I), traducida como Casa de Bastardos en español.
  - Izan bainintzen Nafarroako errege (2009, Elkar) (II), traducida como Yo, que fui rey de Navarra en español.
  - Gure Jerusalem galdua (2013, Elkar) (III), traducida como Nuestra Jerusalén perdida en español.
- Mendi-joak (2017, Elkar)

### Literatura infantil y juvenil
- Lur zabaletan (1994, Pamiela)
- Sorginkerien liburua (1998, Pamiela)
- Baloika (2000, Pamiela)
- Urtegijauna (2002, Elkar)

## Premios

### Periodismo
- Premio Rikardo Arregi (1990) a la valoración periodística.

### Literatura
- Premio de Euskadi (1997).